# Isole Capricorn e Bunker
Le Capricorn e Bunker (in inglese: Capricorn and Bunker groups) sono due gruppi di isole coralline sparse al largo della costa centrale del Queensland, in Australia, a est di Rockhampton e Gladstone. Appartengono alla Local government area della Regione di Gladstone e fanno parte del Capricornia Cays National Park.

## Le isole
Le isole si trovano all'incirca tra le latitudini 23° e 24° S, divise dal continente e da Curtis Island dal Curtis Channel.  Le isole maggiori sono Heron, One Tree, Wreck e North West. Appartiene alle Capricorn e Bunker anche Lady Elliot Island che è la più meridionale ed è discosta dalle altre.

### Capricorn Group

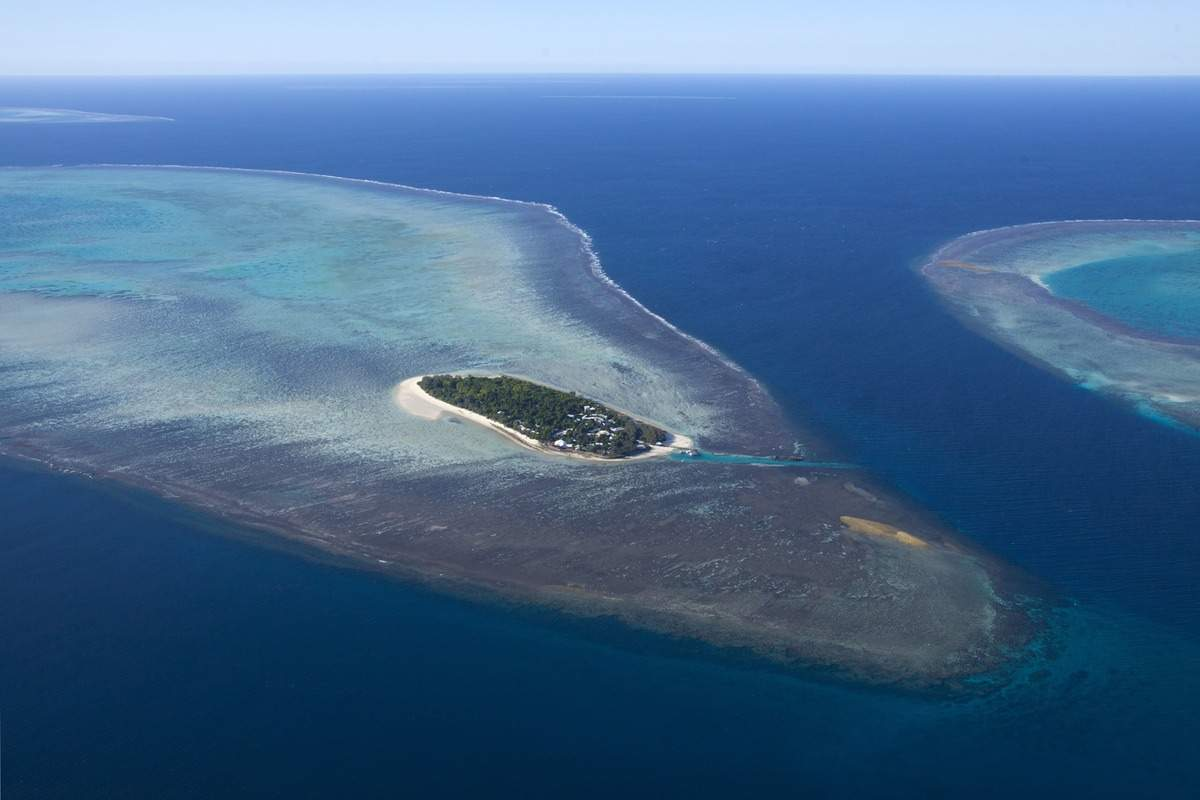
Heron Island

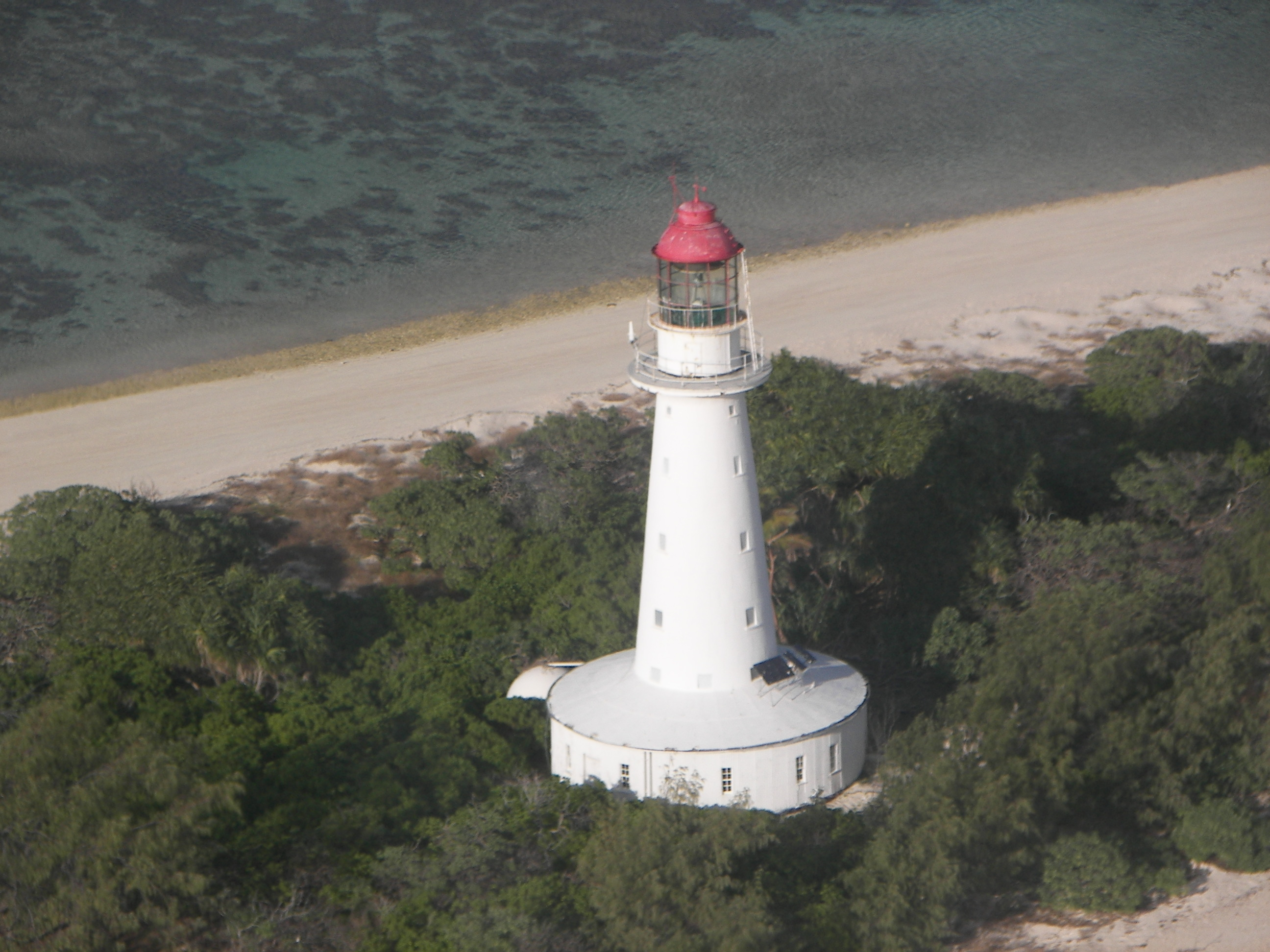
Il faro di North Reef Island

Origine del nome: probabilmente nominate dal capitano Francis Price Blackwood, sulla HMS Fly, nel 1843, a causa della posizione del gruppo a cavallo del Tropico del Capricorno.
- Erskine Island[6] 23°30′09″S 151°46′20″E
- Heron Island
- Masthead Island[7], ha un'area di 0,45 km² 23°30′10″S 151°46′18″E
- North Reef Island[8], dotata di un faro[9] 23°11′08″S 151°54′14″E
- North West Island, l'isola ha un'area di 1,05 km² 23°17′47″S 151°42′27″E
- One Tree Island[10], ha un'area di 7,5 ettari 23°30′30″S 152°05′30″E
- Tryon Island[11], ha un'area di 0,21 km² 23°14′50″S 151°46′43″E
- Wilson Island[12], ha un'area di 2 ettari 23°18′15″S 151°54′56″E
- Wreck Island[13], ha un'area di 14 ettari 23°19′59″S 151°57′29″E

### Bunker Group
Origine del nome: nominate dal capitano Francis Price Blackwood in onore del capitano Eber Bunker che scoprì le isole nel 1803.
- Lady Musgrave Island
- Fairfax Islands[17]:
  - East Fairfax 23°51′18″S 152°22′38″E
  - West Fairfax 23°51′43″S 152°22′02″E
- Hoskyn Islands[18]:
  - East Hoskyn 23°48′26″S 152°17′27″E
  - West Hoskyn 23°48′06″S 152°18′00″E

### Fauna

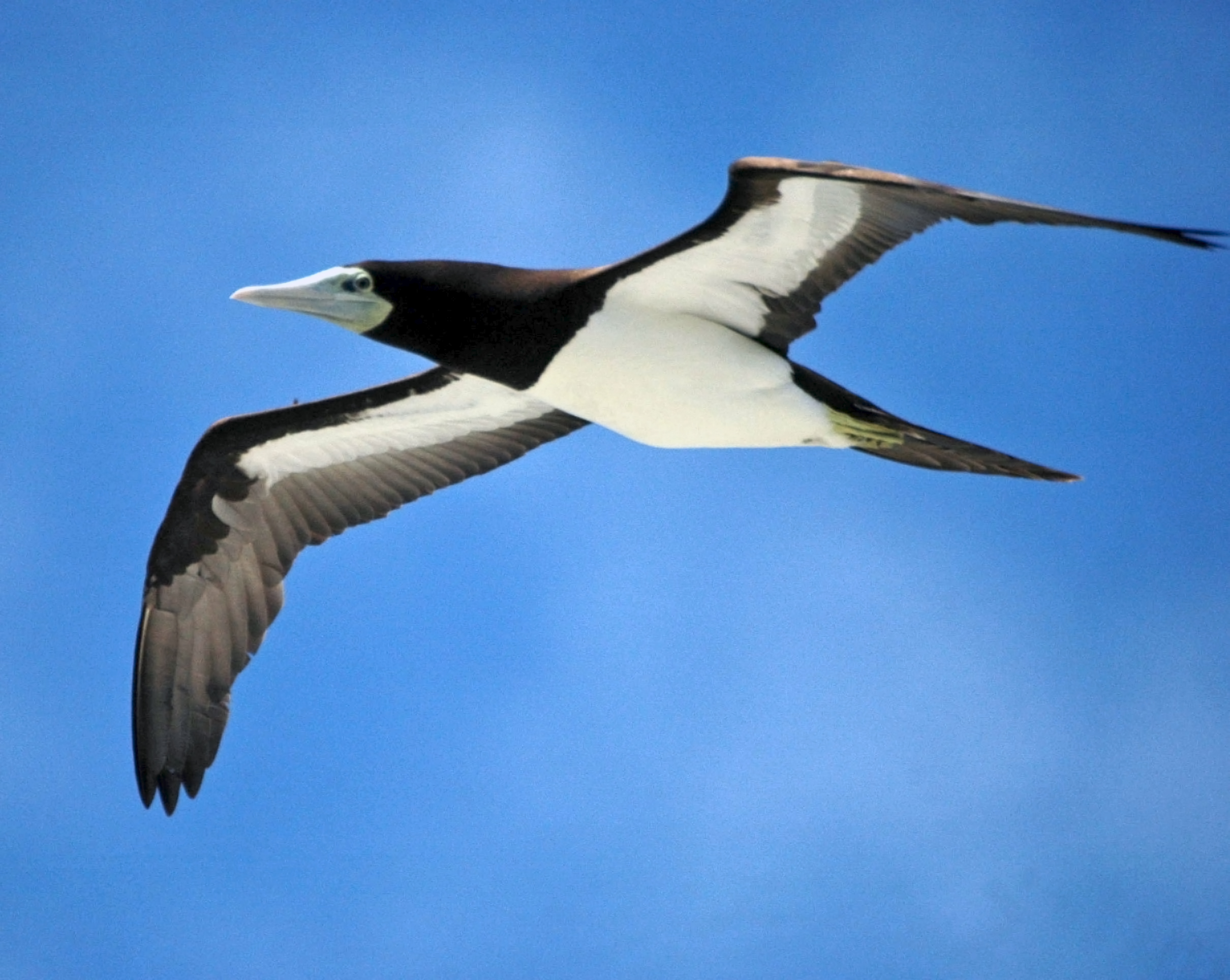
La sula fosca

Le isole e la barriera corallina circostante forniscono preziosi siti di nidificazione e alimentazione per le tartarughe marine. Quattro specie si trovano in questa zona: la tartaruga verde e la tartaruga comune, che si vedono abitualmente, mentre la tartaruga a dorso piatto e la tartaruga embricata si vedono solo raramente.
Il gruppo Capricorn e Bunker contiene il 73-75% di tutta la biomassa di uccelli marini della Grande barriera corallina. Soprattutto tra ottobre e aprile, migliaia di uccelli arrivano sulle isole per nidificare.
Tra gli uccelli presenti sulle isole si segnalano: la sterna stolida nera, la berta del Pacifico, l'aquila pescatrice panciabianca, la sterna dalle redini, la sterna nucanera, la sterna di Dougall, la sula fosca, la garzetta di Reef, la beccaccia di mare orientale, la beccaccia di mare fuligginosa, il gabbiano australiano, il voltapietre, il chiurlo piccolo, il corriere della Mongolia, la pittima minore, una sottospecie di occhialino dorsogrigio (Zosterops lateralis chlorocephalus) e di rallo bandecamoscio (Gallirallus philippensis mellori).

## Storia

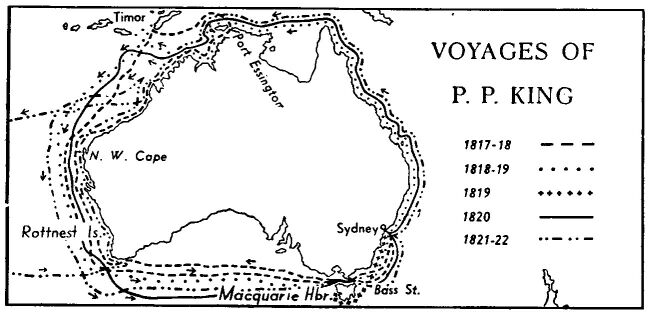
I viaggi di Phillip Parker King

Tra il 21 e il 25 maggio del 1770, James Cook durante il suo primo viaggio aveva navigato tra la costa del Queensland e il gruppo di isole, in seguito Matthew Flinders le aveva solamente avvistate. Nel 1803 il capitano Eber Bunker della nave baleniera Albion fu il primo europeo a scoprire la regione e diede il suo nome al gruppo meridionale. I banchi e le barriere coralline meridionali furono mappati tra il 1819 e il 1821 dal tenente Phillip Parker King della Royal Navy, inizialmente sulla HMS Mermaid e poi sulla HMS Bathurst. La mappatura completa delle isole e delle barriere coralline fu completata nel 1843 sotto il comando del capitano Francis Price Blackwood sulla HMS Fly.